# Вельферсгаузен
Вельферсгаузен (нім. Wölfershausen) — громада в Німеччині, розташована в землі Тюрингія. Входить до складу району Шмалькальден-Майнінген. Складова частина об'єднання громад Дольмар-Зальцбрюкке.
Площа — 4,35 км2. Населення становить Невірний параметр metadata 16 066 088 ос. (станом на 31 грудня 2021).